# Cristina da Dinamarca (rainha da Suécia)
Cristina Bjørnsdatter (em sueco: Kristina Björnsdotter; Dinamarca, c. 1130 — Suécia, c. 1170) foi uma nobre dinamarquesa, rainha da Suécia como esposa do rei Érico IX. Segunda uma saga medieval, a Knytlingasagan, era filha de Biorno Flanco de Ferro da Dinamarca e neta de Érico I. Sua mãe era Catarina, filha do Rei Ingo I da Suécia.
Provavelmente a ascendência real sueca de Cristina foi um dos argumentos para que Santo Érico ascendesse ao trono da Suécia em 1156. Não se sabe nada mais da vida desta rainha, a não ser que manteve uma grande inimizade com o recém-consagrado Convento de Varnhem.

## Descendentes
- Canuto (falecido em 1195 ou 1196). Rei da Suécia.
- Felipe
- Catarina, Dama Blake
- Margarida, Rainha da Noruega, esposa de Sverre Sigurdsson.